# Epiphora mythimnia
Epiphora mythimnia is een vlinder uit de familie nachtpauwogen (Saturniidae), onderfamilie Saturniinae.
De wetenschappelijke naam van de soort is, als Saturnia mythimnia, voor het eerst geldig gepubliceerd door Westwood in 1849.

## Synoniem
- Epiphora scribonia Wallengren, 1860